# Johann Gottlieb Frenzel
Johann Gottlieb Frenzel (* 15. Februar 1715 in Schönau auf dem Eigen; † 21. Januar 1780 in Budissin) war ein deutscher Jurist, Historiker und Philosoph.

## Leben

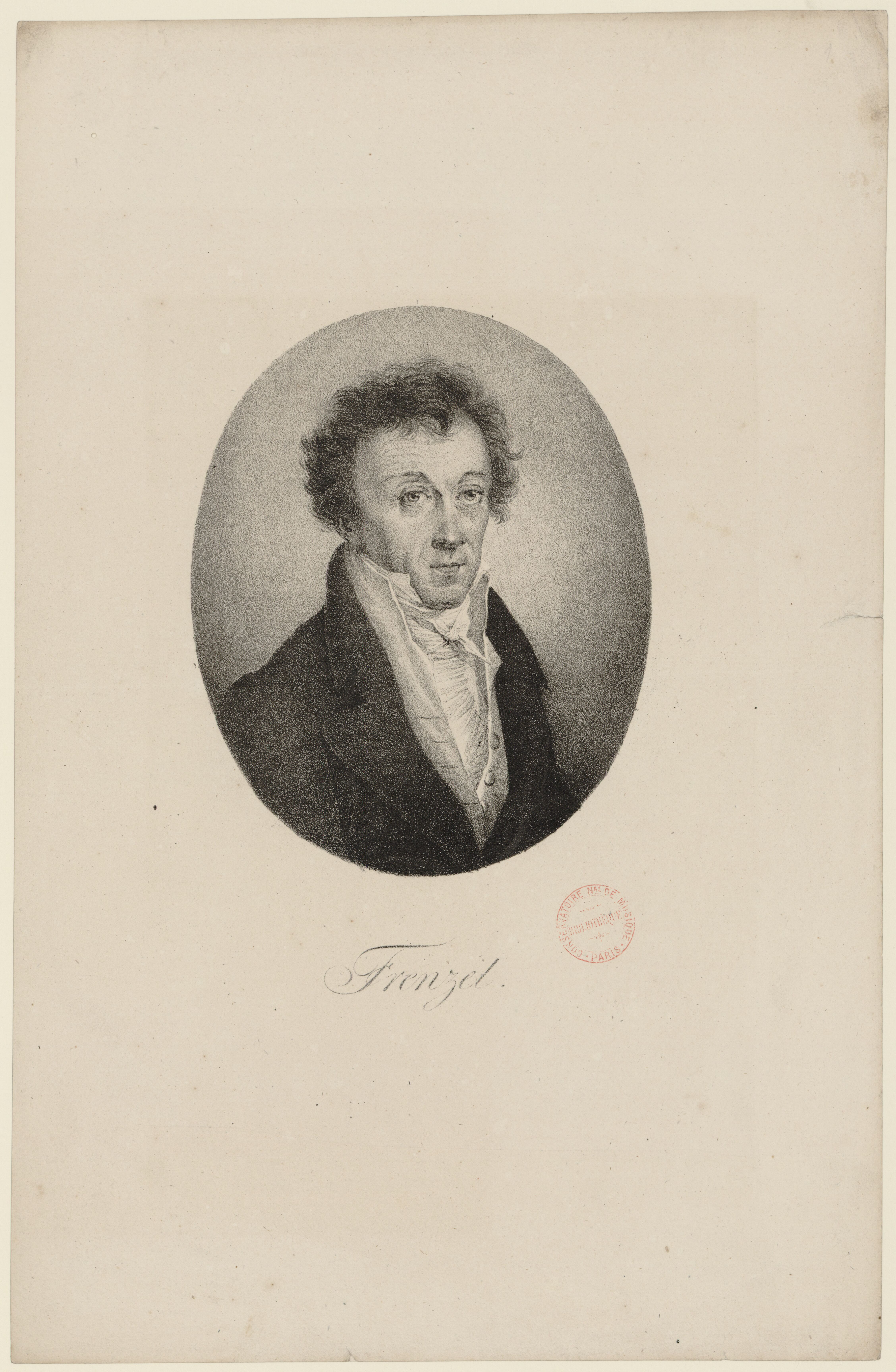
J. G. Frenzel, Heinrich E. von Winter

Frenzel besuchte das Gymnasium in Budissin und bezog im Anschluss die Universität Leipzig, um sich einem theologischen Studium zu widmen. Er wechselte am 13. Mai 1734 an die Universität Wittenberg, wo er am 17. Oktober 1735 den akademischen Grad eines Magisters der Philosophie erlangte. Eine Berufung als Prediger konnte er jedoch nicht erhalten und begleitete daher einen jungen Adligen nach Wittenberg, um ihn bei seinen Studien zu unterstützen. 
Als dieser dort gestorben war, widmete er sich einem Studium der Rechte, bestand am 6. Juli 1753 das Examen pro Praxi als Notar und wurde 1754 Oberamtsadvokat in Budissin. Sein Werkschaffen umfasst ein breites Spektrum, das theologische, rechtliche, historische und philosophische gesellschaftliche Themen einschließt. Zudem hat er viele kleinere Schriften verfasst und es ist von ihm eine Anzahl von Gelegenheitsgedichten bekannt.

## Werke
1. Progr. de eo, quod orthodoxe statuendum est, de materia ex qua, sive de signis revelationis divinae. Wittenberg 1735
2. Encyclopaedia, sive Diarium fundamentale, oder nöthige und nützliche Grundlehren von dem, was ein Mensch zu vergehen und zu beobachten hat, wenn er in und aus der Welt glücklich fortkommen will. 3 Bände,   Wittenberg 1735
3. Die nach der heilsamen Reformation in Schönau aufm Eigen gewesenen evangelischen Prediger; nebst andern Geschichten der Schönauischen Kirche. Löbau 1736
4. Rechtschaffene Prediger, als wahrhaftig wackere Ehemänner. 1737
5. Weiber, als schädliche, doch aber mehr auch nöthige und nützliche Geschöpfe. Lauban 1741, 2. Auflage, mit Noten erläutert (von einem Gegner), Beutben 1742, 3. Auflage, mit Noten zu den Noten erläutert.   Nicht weit von Beuthen 1742
6. Gedanken von Schulmeistern. Bautzen 1742
7. Lied um einen guten Wandel und Handel, über die drey Worte; Gottselig, züchtig und gerecht. Bautzen 1742
8. Die Freundlichkeit und Demuth derer Herrnhuter und ihres Bruders Ludwig von Zinzendorf in Anleitung der Studien, nebst einer historischen Nachricht Ton der Fundation und den Fatis der Wittenbergischen Universität. Wittenberg 1752
9. Abhandlung, woher die Oberlausitz den Namen und die Hoheit eines Marggrafthums habe. Wittenberg 1752
10. Abhandlung von ein und andern Ausdrücken Lutheri, in Ansehung der Advokaten. Wittenberg 1753
11. Von guten und nutzbaren Juristen. Wittenberg 1753
12. Diss, de iure connubiorum, speciatim in Lusatia superiore et de causa universali prohibitarum nuptiarum. Wittenberg 1753
13. Predigtkatechismus, oder Anweisung, wie eine Predigt wohl und gut zu behalten; nebst einigen Gedanken von dem schuldigen Verhalten in Ansehung der Kirchenmusik. Wittenberg und Zerbst 1754
14. Anzeige von dem Inhalte eines v. M. Abrah. Frenzel hinterlassenen Mscpt. unter dem; Titel: Historia Lusatiae superioris naturalis. Bautzen 1768
15. Entwurf zu einer freundschaftlichen Sterbens - und Begräbnisskosten - Cassa. Bautzen 1757
16. Ehefrage: Ob es einem Ehemanne anständig, feine Frau zu fragen, wie lieh sie ihn habe, und ob er ihr gut genug sey? Bautzen 1759
17. Vier und sechzig Ingredienzien zu einem unvergleichlich heilsamen Hausmittel wider alles Missvergnügen. Bautzen 1764
18. Rietschierisches Denkmahl und Oberlausitzische Successionsanzeige der seit 1635 einander succedirten Herren Marggrafen, Landvoigte, Landeshauptmänner, Amtshauptmänner, Landesältesten, Hofrichter, Oberamtskanzler, Oberamtsvicekanzler, Oberamtsprotonotarien, Oberamtssekretarien, Oberamtsnotarien, und seit 1717 recipirten Advocatorum Lusaticorum. Bautzen 1764, 2. Auflage 1767
19. Wie und was eine wahre Liebe wirkt und thut? Bautzen 1766
20. Zum Andenken der Liebe und des Werths Hrn. Fr. Abr. Wehle, Advoc. Prov. Bautzen 1769
21. Unvorgreifliche Gedanken über die Materie: Ob es nicht billig zu wünschen, dass in unserm Vaterlande eine Special - National - Bibliothek oder Special-Land- Bücher - Kammer zum gemeinen Gebrauch angelegt werde? Bauten 1770
22. Das von Gott in einer Zeit von 600 Jahren mit theurer Zeit und Hungersnot heimgesuchte Marggrafthum Oberlausitz. Bautzen 1771
23. Etwas vor jedermann, oder kurze Anzeigung der aller nöthigsten Wissenschaft. Bautzen 1772
24. Rath und Troll wider Noth und Tod aus Gottes Wort. Bautzen 1772
25. Index Dissertationum a Nobilibus iure peritis Lusaticis editarum publiceque defensatum. Bautzen 1772
26. Etwas von dem im Marggrafthum Oberlausitz eingeführten  Rechte, der Vorritt genannt. Bautzen 1778